# Emballotheca rara
Emballotheca rara är en mossdjursart som beskrevs av Gordon och Jean-Loup d'Hondt 1997. Emballotheca rara ingår i släktet Emballotheca och familjen Parmulariidae. Inga underarter finns listade i Catalogue of Life.